# Juan Pina
Juan Pedro Pina Martínez (ur. 29 czerwca 1985 w Murcji) – hiszpański piłkarz występujący na pozycji obrońcy w Lorce.

## Statystyki klubowe
| Sezon   | Klub                  | Kraj      | Liga               | Mecze | Bramki |
| ------- | --------------------- | --------- | ------------------ | ----- | ------ |
| 2007/08 | Real Murcia           | Hiszpania | Segunda División   | 3     | 0      |
| 2008/09 | Sangonera Atlético CF | Hiszpania | Segunda División B | 33    | 2      |
| 2009/10 | Sangonera Atlético CF | Hiszpania | Segunda División B | 30    | 0      |
| 2010/11 | CD Alcoyano           | Hiszpania | Segunda División B | 41    | 0      |
| 2011/12 | CD Alcoyano           | Hiszpania | Segunda División   | 23    | 0      |
| 2012/13 | UCAM Murcia           | Hiszpania | Segunda División B | 15    | 0      |
| 2013/14 | Lorca FC              | Hiszpania | Segunda División B | 25    | 0      |
| 2014/15 | Lorca FC              | Hiszpania | Segunda División B | 31    | 1      |
| 2015/16 | Lorca FC              | Hiszpania | Segunda División B | 34    | 0      |
| 2016/17 | Lorca FC              | Hiszpania | Segunda División B | 37    | 0      |
| 2017/18 | Lorca FC              | Hiszpania | Segunda División   | 24    | 0      |

Stan na: 13 maja 2018 r.